# Leucosidea sericea
Leucosidea  es un género monotípico de plantas perteneciente a la familia de las rosáceas. Su única especie: Leucosidea sericea es conocida comúnmente como "vieja madera" y nativa de las regiones montañosas del África meridional. 

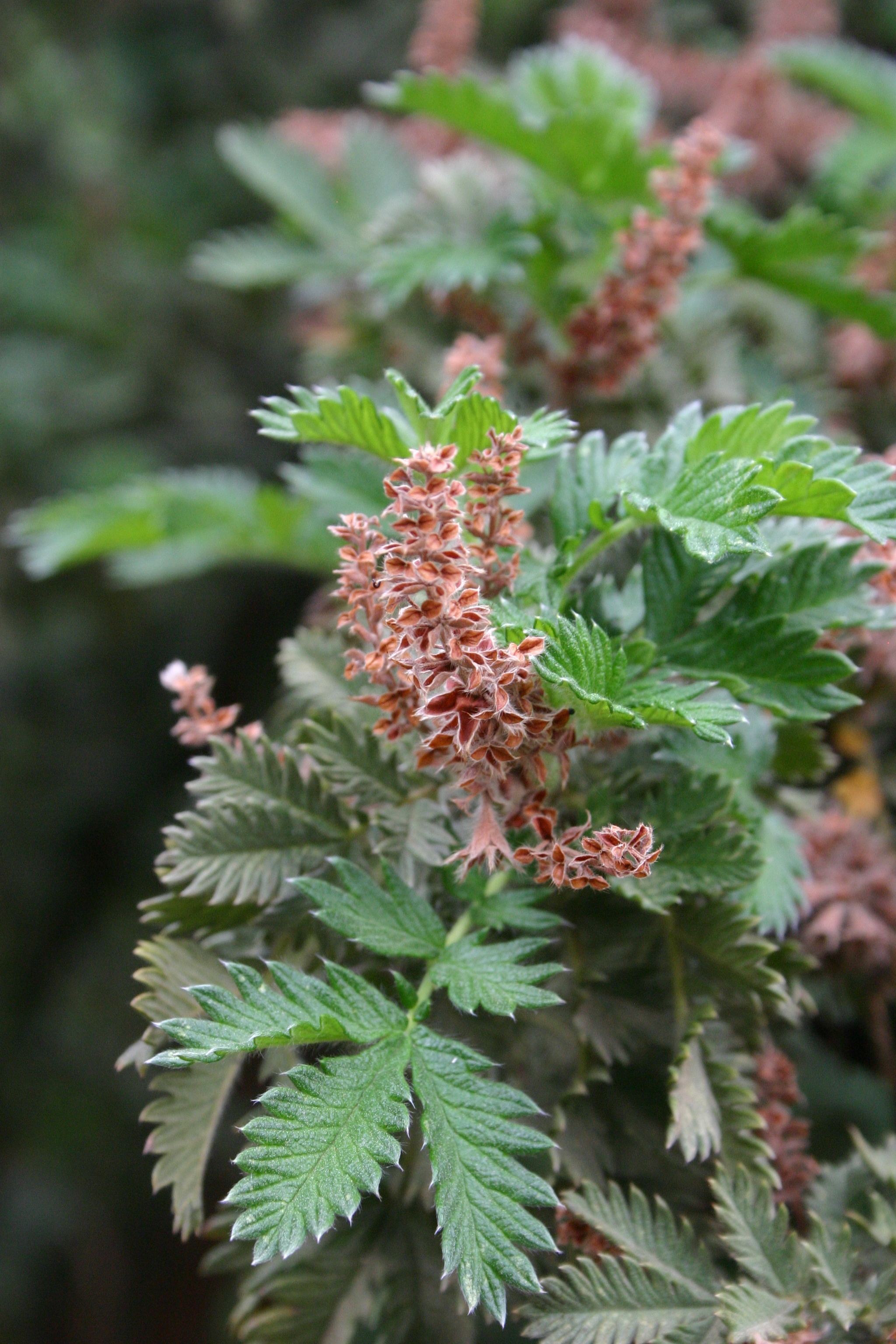
Vista de la planta

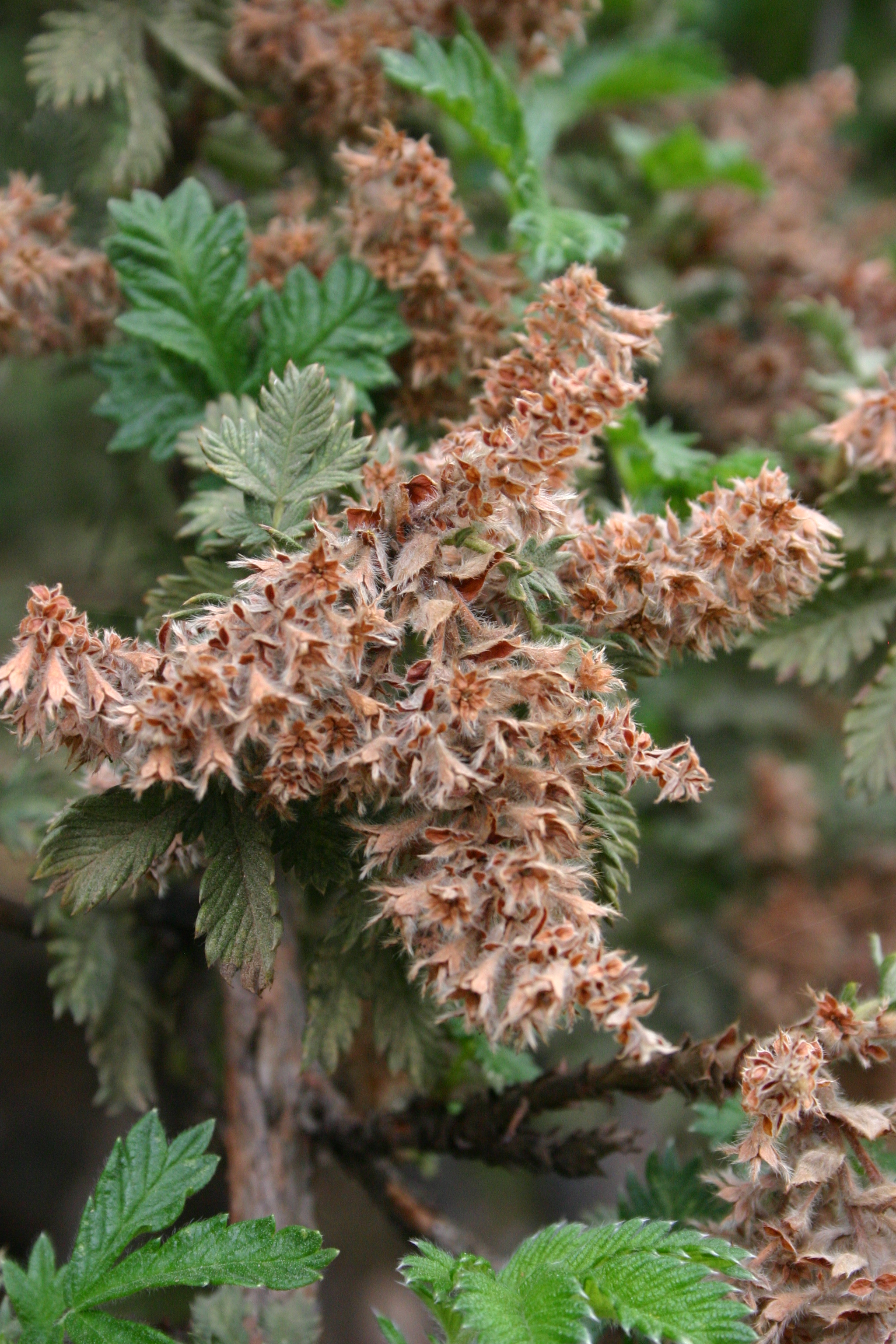
Inflorescencia

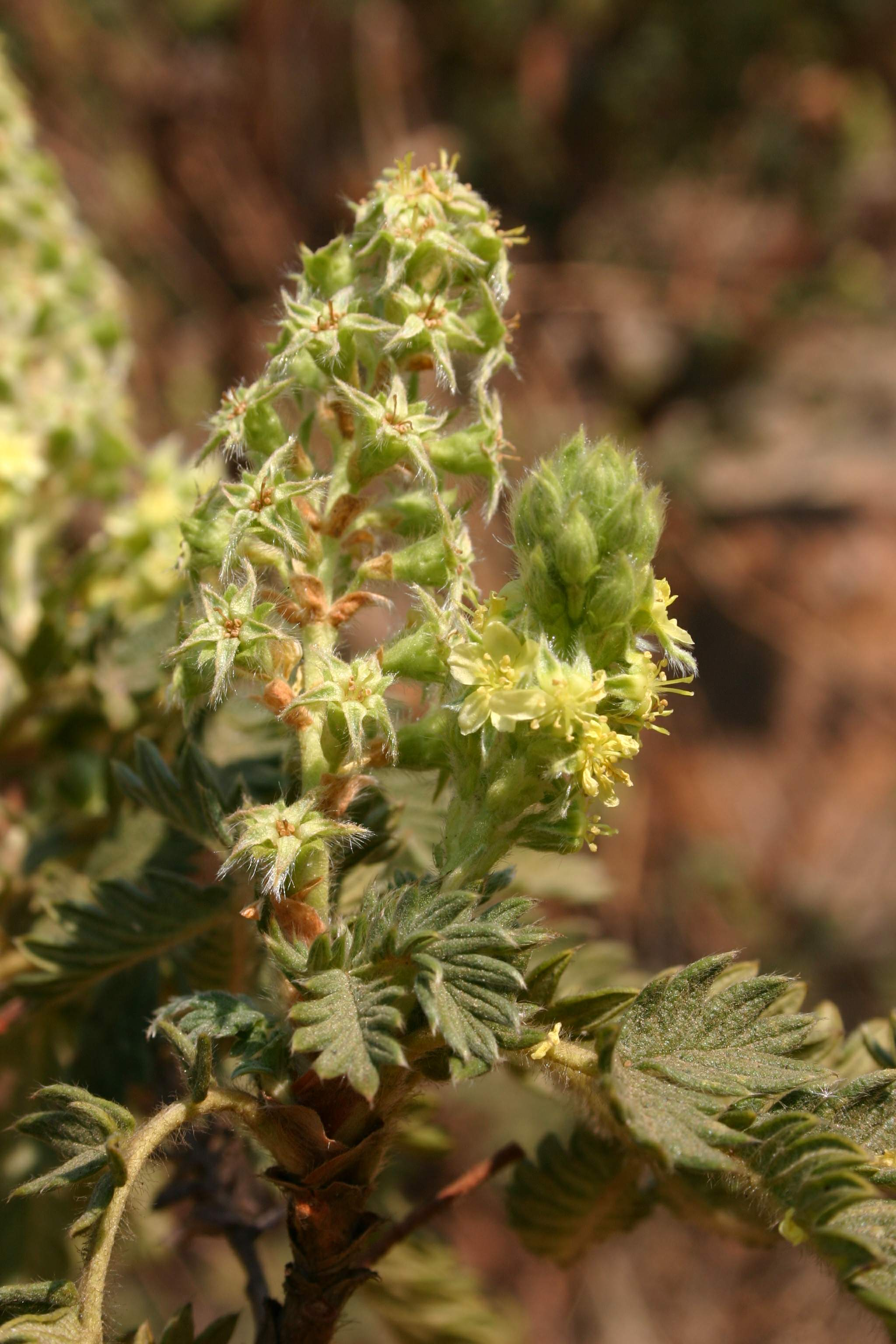
Detalle

## Descripción
Leucosidea sericea es un arbusto desordenado o  pequeño árbol, de hoja perenne, que crece hasta los 7 metros de altura y hasta 5 m de ancho. Tiene uno o varios tallos y ramas bajas. La corteza es rugosa, de color marrón rojizo y las hojuelas revelan una superficie lisa de color marrón claro debajo de la corteza. Las hojas son alternas, compuestas y cubiertas de pelos sedosos, plateados. Cada hoja tiene de 3 a 4 pares de folíolos. Las venas de las hojas están profundamente hundidas en la superficie superior y sobresalen en la superficie inferior. Las hojas son de color verde oscuro por el haz y de un color verde más claro por el envés. Los márgenes de los folíolos son muy dentados. Cuando las hojas se trituran tienen un fuerte olor a hierba. Las flores son de color amarillo verdoso, en forma de estrella, y crecen en espigas en los extremos de los brotes jóvenes en primavera (agosto-septiembre). Los frutos son como una nuez, y de unos 3 mm de diámetro (de diciembre a enero).

## Hábitat
L. sericea se encuentra generalmente en matorrales densos a altitudes superiores a 1000 metros. Se puede encontrar creciendo en pastizales abiertos, orillas de los ríos y en las crestas boscosas y rocosas. Por lo general se encuentra en condiciones húmedas, en suelos profundos, arenosos o arcillosos y rocosos a menudo.

## Distribución
L. sericea puede ser encontrada sobre los 1000 metros de altura en las tierras altas de Sudáfrica, oeste de KwaZulu-Natal, este Estado Libre, Noroeste, Gauteng, Mpumalanga, y Limpopo, Lesoto, Suazilandia y Zimbabue.

## Usos
El pueblo zulú utiliza una pasta hecha de las hojas machacadas de L. sericea para el tratamiento de la oftalmía (una enfermedad de los ojos). 
El árbol es utilizado por la población local como un amuleto para proteger a los habitantes de caseríos.
En el South African Journal of Botany de 2004, 70 (4): 509Ð511, se informó: "Las hojas de Leucosidea sericea se usan con fines medicinales por parte de algunos pueblos indígenas de Sudáfrica como vermífugo y astringente."  Un estudio posterior demostró que la planta cuenta con actividad antimicrobiana frente a Staphylococcus aureus, Bacillus subtilis y Candida albicans. 
Las flores y los brotes tiernos de esta planta son alimento para el ganado vacuno y caprino en la primavera. La flor produce néctar que es, probablemente utilizada por las abejas y otros insectos.

## Taxonomía
Leucosidea sericea fue descrita por Eckl. & Zeyh. y publicado en Enumeratio Plantarum Africae Australis Extratropicae 265, en el año 1836.
Etimología
Leucosidea: nombre genérico que deriva del griego λευκός ( leukos ), que significa "blanco brillante", aunque en la botánica se utiliza más a menudo específicamente para indicar algo de un aspecto generalmente blanco o gris.
sericea: epíteto latíno que significa  "sedoso" y viene de σηρικός ( serikos ), que significa a la vez "sedoso" y "de la tierra de la seda"; se refiere a los pelos sedosos que cubren los nuevos brotes y hojas tiernas del árbol.